# Hanna Czajkowska
Hanna Czajkowska-Kroczewska (ur. 22 lipca 1917 w Warszawie, zm. 1 lutego 1991 tamże) – graficzka, ilustratorka, malarka, przedstawicielka Polskiej Szkoły Ilustracji.

## Życiorys

### Edukacja
Naukę w Akademii Sztuk Pięknych w Warszawie rozpoczęła w 1939 r., a ukończyła już po wojnie, dyplom otrzymała w 1955. Malarstwo studiowała pod kierunkiem m.in. Tadeusza Pruszkowskiego, a grafikę pod kierunkiem Jana Marcina Szancera.

### Praca zawodowa
Szybko rozpoczęła współpracę z wydawnictwami specjalizującymi się w literaturze dziecięcej (przez lata była związana z Naszą Księgarnią), a książkami dla najmłodszych zajmowała się następnie całe zawodowe życie. Zilustrowała ich ponad sto. Choć nigdy nie była w Szwecji, zasłynęła z graficznych projektów do literatury dziecięcej tego kraju. Do najbardziej znanych należą: Dzieci z Bullerbyn, Nils Paluszek i Karlsson z Dachu Astrid Lindgren. Rozpoznawalnym jej dziełem jest też wydawana 17 razy Pierwsza czytanka Ireny Słońskiej, do której Czajkowska ilustracje przygotowała wspólnie z Witoldem Popławskim.
Wśród autorów, których książki ilustrowała, są m.in.: Hanna Ożogowska, Helena Bechlerowa, Czesław Janczarski, Joanna Papuzińska, Adam Bahdaj, Mira Jaworczakowa czy Aleksander Puszkin. Współpracowała z redakcją miesięcznika dla dzieci „Miś”, dla którego przygotowała ok. 500 prac.
W twórczości stosowała czyste, wyraziste barwy, dążyła do uogólnienia, posługiwała się też ilustracją kreskową. Ignacy Witz, ilustrator i redaktor opracowania Grafika w książkach Naszej Księgarni, uznał Czajkowską za najczynniejszą graficzkę polską, a właściwą jej formę poetycką ocenił jako doskonale odpowiadającą psychice najmłodszych.
Hanna Czajkowska malowała także obrazy olejne, często pejzaże i kwiaty, ale jedynie dla najbliższych.
Prace artystki były wiele razy wystawiane w kraju i za granicą.

### Życie prywatne
Urodziła się w Warszawie, ale dzieciństwo i pierwsze lata młodości spędziła w Kaliszu. Jej ojciec, lekarz rentgenolog, został zamordowany w Katyniu. W czasie wojny straciła też obu braci – Sławka i Zbyszka (jeden zginął w powstaniu warszawskim, drugi był lotnikiem, po wojnie pozostał za granicą, zginął tuż po jej zakończeniu, prawdopodobnie w katastrofie podczas przelotu nad Atlantykiem). Jej małżeństwo zawarte w późnym wieku trwało krótko.
Mieszkała i pracowała w kawalerce na warszawskim Żoliborzu, dopiero pod koniec życia przeprowadziła się do mieszkania w tej samej dzielnicy przy ul. Jana Kochanowskiego.

## Wybrana twórczość
- Dzieci z Bullerbyn (1957), Nils Paluszek, Karlsson z Dachu – Astrid Lindgren
- Pierwsza czytanka – Irena Słońska
- Zajączek z rozbitego lusterka – Helena Bechlerowa
- Oto jest Kasia (1959) – Mira Jaworczakowa
- Bajka o rybaku i złotej rybce – Aleksander Puszkin